# Giorgi Kwilitaia
Giorgi Kwilitaia (georgisch გიორგი ქვილითაია; englisch Giorgi Kwilitaia; * 1. Oktober 1993 in Abascha) ist ein georgischer Fußballspieler auf der Position eines Stürmers.

## Vereinskarriere

### Karrierebeginn in der Heimat
Giorgi Kwilitaia wurde am 1. Oktober 1993 in der georgischen Kleinstadt Abascha in der Region Mingrelien und Oberswanetien geboren und begann seine Laufbahn im Herrenfußball beim unterklassig agierenden Hauptstadtklub Sasco Tiflis. Für den Klub aus der Meore Liga, der dritthöchsten Spielklasse im georgischen Fußball, absolvierte er diverse Spiele, ehe er in der Spielzeit 2011/12 mit der Mannschaft in die georgische Zweitklassigkeit aufstieg. In dieser lief er für die Mannschaft in 16 Ligapartien auf, in denen er 22 Treffer beisteuerte. Im Endklassement rangierte Sasco Tiflis hinter der zweiten Mannschaft von Dinamo Tiflis (Vizemeister) und dem FC Guria Lantschchuti (Meister) auf dem dritten Tabellenplatz. Mit seinen 22 Toren war er mit Abstand bester Torschütze seiner Mannschaft; der zweitbeste Schütze von Sasco Tiflis, Tornike Mogeladse, erzielte neun Tore. Dennoch scheiterte er im Kampf um den Titel des Torschützenkönigs an Giwi „Giga“ Kwerentschchiladse von Meister Guria Lantschchuti, der bei seinen 28 Meisterschaftseinsätzen 23 Treffer erzielte.

### Wechsel nach Ungarn
Seine Leistungen in der georgischen Drittklassigkeit blieben in Europa nicht unbemerkt, worauf es in weiterer Folge zu einem kurzlebigen Engagement mit dem ungarischen Erstligisten Győri ETO FC kam. Bei diesem wurde er erstmals am 9. März 2013 bei einem 2:1-Heimsieg über den BFC Siófok eingesetzt, als ihn Trainer Attila Pintér ab der 83. Spielminute für den estnischen Internationalen Tarmo Kink auf den Rasen holte. Zum Ende der Saison 2012/13 setzte ihn Pintér noch ein weiteres Mal als Ersatzspieler bei einem 1:1-Auswärtsremis gegen Honvéd Budapest ein. Am Ende der Spielzeit wurde der Georgier, der es unter anderem auf einen Einsatz und einen Treffer im Ligakupa gebracht hatte, mit dem Team ungarischer Meister. Im ungarischen Fußballpokal 2012/13 kam Kwilitaia zwar zu keinem Einsatz; seine Mannschaft erreichte hierbei jedoch das Finale, das mit 1:2 gegen den Debreceni Vasutas SC verloren wurde. In dieser Begegnung saß er auch erstmals im ungarischen Pokal uneingesetzt auf der Ersatzbank. Nebenbei kam der großgewachsene Angriffsspieler auch für die zweite Kampfmannschaft des Győri ETO FC mit Spielbetrieb in der Nemzeti Bajnokság II, der zweithöchsten ungarischen Fußballliga, zum Einsatz, wobei er es auf eine Bilanz von sechs Ligaeinsätzen, einen -treffer und einen -assist brachte. Mit der Mannschaft erreichte er im Endklassement der West-Gruppe der zweigleisigen Zweitklassigkeit lediglich einen 14. Platz und stieg mit dem Team in die ungarische Drittklassigkeit ab.

### Als Leihspieler nach Georgien und Rückkehr nach Ungarn
Nachdem seine Zeit in Ungarn zwar erfolgreich, jedoch für ihn nicht besonders einsatzreich war, kehrte er zu Beginn der Spielzeit 2013/14 wieder in seine Heimat zurück und schloss sich dort als Leihspieler dem Erstligisten FC Dila Gori an. Dort debütierte er am 13. September 2013 unter Trainer Giorgi Dewdariani, als er bei der 0:2-Auswärtsniederlage gegen den FC Sestaponi in der 71. Minute für Giorgi Aburdschania auf den Rasen kam. Im Laufe der Saison stand er sieben Mal in der Startformation, wurde elf Mal eingewechselt und saß in 13 Meisterschaftsspielen uneingesetzt auf der Ersatzbank. Obgleich seiner doch eher wenig anmutenden Ligaeinsätze, brachte er es auf eine Bilanz von sechs Treffern, davon zwei Mal im Doppelpack. Während er mit der Mannschaft in der Liga nur bescheidene Leistungen feierte, schaffte er es mit dem Team im georgischen Fußballpokal 2013/14 den Einzug ins Semifinale, wo man dem späteren Pokalsieger mit einem Gesamtscore von 2:5 aus Hin- und Rückspiel unterlag. Im Pokalwettbewerb brachte es Kwilitaia auf drei Einsätze, in denen er selbst torlos blieb. Weiters absolvierte er ein Spiel für die zweite Kampfmannschaft von Dila Gori in der zweithöchsten Spielklasse, wobei er beim 4:3-Auswärtssieg über Lokomotive Tiflis alle vier Tore seiner Mannschaft erzielte. Durch seine Leistungen machte er auch erstmals den georgischen Fußballverband auf sich aufmerksam, woraufhin Einsätze in der U-21-Nationalelf seines Heimatlandes folgten.
Nach dieser mehr oder weniger erfolgreichen Saison in der Heimat trat Giorgi Kwilitaia im Sommer 2014 die Rückkehr zu seinem Stammverein Győri ETO FC an. Dort konnte er jedoch weiterhin nicht überzeugen und wurde von Ferenc Horváth, dem kurzzeitig amtierenden Interimstrainer Tibor Tokody und dessen Nachfolger Vasile Miriuță nur selten und schon gar nicht über die volle Spieldauer eingesetzt. Bis zum Saisonende 2014/15 hatte es der georgische Angriffsspieler auf lediglich elf Einsätze in der Meisterschaft sowie ein Tor und eine Torvorlage gebracht und rangierte mit der Mannschaft auf dem achten Tabellenplatz. Aufgrund von Lizenzproblemen musste der Klub, wie auch einige andere Vereine, daraufhin absteigen, woraufhin ein Großteil des Kaders, wie auch der Trainerstab den Verein verließen. Weiters kam Kwilitaia in dieser Saison zu einem Einsatz im ungarischen Fußballpokal 2014/15, bei dem er mit seiner Mannschaft noch im Achtelfinale gegen den Lokalrivalen Gyirmót SE vom laufenden Turnier ausschied. Für ihn persönlich erfolgreicher verlief allerdings der Ligakupa 2014/15, bei dem er es bei vier Einsätzen auf neun Tore brachte, mit der Mannschaft jedoch ebenfalls im Achtelfinale gegen Szigetszentmiklósi TK ausschied.

### Weitere Erfolge mit Dinamo Tiflis
Nach den Lizenzproblemen beim Győri ETO FC verließ er mit einem Großteil des Kaders ebendiesen und kehrte dafür wieder in seine Heimat zurück, wo er beim Rekordmeister Dinamo Tiflis anheuerte. Beim Hauptstadtklub gab er im Erstrundenqualifikationsspiel zur Europa League 2015/16 gegen den FK Qəbələ aus Aserbaidschan sein Pflichtspieldebüt, als er unter Trainer George Geguchadse von Beginn an spielte und in der 62. Minute für Routinier Aleksandre Iaschwili ausgewechselt wurde. Nachdem er eine Woche später auch beim Rückspiel über 74 Minuten zum Einsatz kam, mit der Mannschaft jedoch von der laufenden Qualifikation ausschied, gab er etwas mehr als einen Monat später sein Ligadebüt für Dinamo Tiflis. Hierbei wurde der Mittelstürmer beim 4:0-Heimsieg über den Sapovnela Terdschola über die volle Spieldauer eingesetzt, blieb aber selbst noch torlos. Dies änderte sich bereits in der darauffolgenden Partien, wobei er es nach den ersten fünf Runden bereits zu ebenso vielen Treffern, sowie zwei Torvorlagen gebracht hatte. In weiterer Folge avancierte er zu einem offensivstarken und torgefährlichen Spieler in der Angriffsreihe von Dinamo Tiflis, wobei er in der Offensive oftmals durch den torgefährlichen Mittelfeldakteur Dschaba Dschighauri unterstützt wurde. Bis zum Saisonende 2015/16 wurde er in 29 von 30 möglich gewesenen Ligapartien, lediglich ein Spiel versäumte er verletzungsbedingt, eingesetzt und erzielte dabei 24 Tore, darunter zwei Hattricks und drei Mal im Doppelpack. Mit seinen 24 Treffern führte er die Torschützenliste vor Routinier Otar Marzwaladse, der Hängenden Spitze von FC Dila Gori, der 19 Tore erzielte, an. Im Endklassement der georgischen Erstklassigkeit führte er mit Dinamo Tiflis die Tabelle mit 13 Punkten Vorsprung auf den FC Samtredia an und wurde mit der Mannschaft somit georgischer Meister.
Auch im georgischen Fußballpokal 2015/16 wurde Kwilitaia ab dem Achtelfinalhinspiel in allen weiteren Begegnungen eingesetzt und fuhr mit der Mannschaft, bis auf das Halbfinalhinspiel, in dem man 3:0 gewann, ausschließlich knappe Siege ein. Am Ende zog das Team bis ins Finale ein, das am 18. Mai 2016 mit 1:0 über Sioni Bolnisi gewonnen wurde. Bei seinen sieben Pokaleinsätzen war der Mittelstürmer in fünf aufeinanderfolgenden Partien jeweils einmal als Torschütze erfolgreich und steuerte zudem im Halbfinalrückspiel eine Torvorlage bei und war somit an beiden Treffern seiner Mannschaft beim 2:1-Auswärtserfolg über Tschichura Satschchere beteiligt. Noch früh im Spieljahr 2015/16 bestritt er Ende August auch das georgische Supercup-Spiel gegen den zu diesem Zeitpunkt amtierenden Meister FC Dila Gori, wobei die Hauptstädter mit einem 1:0-Erfolg ebenfalls als Sieger hervorgingen. Gleich im Anschluss an seine erfolgreiche Erstligasaison 2015/16 wurde er vom noch frischen georgischen Nationaltrainer Vladimír Weiss in die Nationalmannschaft seines Heimatlandes einberufen, für die er wenig später auch debütierte. Die Erfolge in der Umaghlessi Liga blieben auch im europäischen Fußball nicht unbemerkt und der 22-Jährige wurde noch während der laufenden Spielzeit von zum Teil internationalen Topklubs umworben. So war unter anderem bereits Anfang April der türkische Erstligist Trabzonspor am georgischen Offensivtalent interessiert. Nach dem Meisterschaftsende wurde er auch vom 1. FC Kaiserslautern, vom Karlsruher SC, von Dynamo Kiew, von BATE Baryssau, sowie von der Eintracht Braunschweig umworben. Ende Juli 2016 vermeldete der österreichische Bundesligist SK Rapid Wien, den georgischen Teamstürmer zu umwerben.
Noch im Juli 2016 absolvierte Kwilitaia zwei Spiele in der 2. Qualifikationsrunde zur Champions League 2016/17 gegen den FC Alaschkert Martuni aus Armenien. Hierbei erzielte er beim 2:0-Erfolg im Hinspiel per Elfmeter den Treffer zum 2:0-Endstand und kam mit dem Team nach einem 1:1-Remis im Rückspiel, als er ebenfalls auf dem Platz stand, in die nächste Qualifikationsrunde, in der er Ende Juli 2016 jedoch verletzungsbedingt nicht teilnehmen konnte.

### Wechsel nach Österreich
Im August 2016 wechselte er zum österreichischen Bundesligisten SK Rapid Wien, bei dem er einen bis Juni 2020 gültigen Vertrag erhielt. Sein erstes Spiel für die Wiener absolvierte er am 15. September 2016 in der Europa League beim 3:2-Sieg gegen den belgischen Verein KRC Genk. In jenem Spiel wurde er in der 87. Minute für den Brasilianer Joelinton ins Spiel gebracht. Drei Tage später debütierte er in der Bundesliga. Gegen die SV Mattersburg kam er erneut in der Schlussphase von der Bank aus ins Spiel. Seinen ersten Treffer für Rapid erzielte Kwilitaia im Oktober 2016 im Achtelfinale des Cups gegen den FC Blau-Weiß Linz. Seinen ersten Doppelpack im Dress der Grün-Weißen erzielte er im Dezember 2016 beim 3:1-Sieg über die SV Ried.

### Wechsel nach Belgien
Im Juli 2018 wechselte Kwilitaia nach Belgien zur KAA Gent, bei der er einen bis Juni 2022 laufenden Vertrag erhielt. Infolge eines Fußbruches konnte er von Mai 2018 (noch bei SK Rapid Wien) bis Jahresende 2018 nicht spielen. In der Saison 2019/20 spielte er 23 von 29 möglichen Ligaspielen und 7 von 8 möglichen Spielen in der Europa League für Gent. In den ersten fünf Spielen der nächsten Saison wurde Kwilitaia nicht eingesetzt. Mitte September 2020 wurde eine Ausleihe für den Rest der Saison zum zypriotischen Verein Anorthosis Famagusta vereinbart. Er spielte dort in 31 von 33 möglichen Ligaspielen, in denen er 14 Tore schoss, sowie einem Qualifikationsspiel zur Europa League mit einem Tor.
Nach Ende der Ausleihe kehrte er zunächst nach Gent zurück. Bereits Anfang Juni 2021 wechselte er wieder nach Zypern und unterschrieb dort bei APOEL Nikosia einen Vertrag mit einer Laufzeit bis Sommer 2024.

## Nationalmannschaftskarriere
Erste Einsätze in einer Nachwuchsnationalauswahl seines Heimatlandes absolvierte Kwilitaia im Jahre 2013, als er erstmals kurz nach seinem 20. Geburtstag von Aleksandre Tschiwadse in die georgische U-21-Nationalmannschaft geholt wurde. Unter dem U-21-Nationaltrainer nahm er Mitte Oktober bzw. Mitte November 2013 an der Qualifikation zur U-21-Europameisterschaft 2015 teil und debütierte dabei, nachdem er vier Tage zuvor im ersten Gruppenspiel gegen die Niederlande noch uneingesetzt auf der Ersatzbank saß, am 14. Oktober beim 2:1-Sieg über Schottland. Dabei war der junge Mittelstürmer von Beginn an im Einsatz, steuerte in der 39. Minute die Torvorlage zu Valeri Kasaischwilis 1:0-Führungstreffer bei, wurde in der 63. Spielminute mit einer Gelben Karte verwarnt und in der 78. Minute für Giorgi Pantsulaia ausgewechselt. Nach zwei weiteren U-21-EM-Qualieinsätzen im November 2013 absolvierte er Anfang September 2014 sein viertes und letztes U-21-Länderspiel; dieses ebenfalls in der gleichen EM-Qualifikation. Die Mannschaft schied daraufhin noch in der Gruppenphase der Qualifikation aus und schaffte somit nicht die Teilnahme an der EM-Endrunde im darauffolgenden Jahr.
Danach wurde es knapp eineinhalb Jahre lang ruhig um den jungen Angriffsspieler, ehe er im Frühjahr 2016 vom neuen georgischen Nationaltrainer Vladimír Weiss zu dessen Debütspiel gegen Kasachstan in die Nationalmannschaft seines Heimatlandes einberufen wurde. Hierbei kam Kwilitaia allerdings nicht zu seinem A-Teamdebüt und musste abermals knapp drei Monate warten, ehe er Ende Mai erneut in die Nationalmannschaft geholt wurde und am 27. Mai 2016 bei einem Traingscamp in Wels erstmals über eine Spielhälfte gegen die Slowakei auflief. Weiters wurde er Anfang Juni in den beiden Freundschaftsspielen gegen Rumänien in Bukarest und Spanien in Madrid kurz eingesetzt.
Seine ersten beiden Tore im georgischen Nationaldress konnte Kwilitaia im März 2017 erzielen, als er beim 5:0-Sieg in einem Testspiel gegen Lettland die Treffer zum 2:0 und 3:0 erzielen konnte.

## Erfolge
mit Sasco Tiflis
- 1× Meister der Meore Liga und Aufstieg in die Pirveli Liga: 2011/12

mit dem Győri ETO FC
- 1× Meister der Nemzeti Bajnokság: 2012/13
- 1× Finalist des Ungarischen Fußballpokals: 2012/13 (ohne Einsatz)

mit Dinamo Tiflis
- 1× Meister der Umaghlessi Liga: 2015/16
- 1× Sieger des Georgischen Fußballpokals: 2015/16
- 1× Sieger des Georgischen Fußball-Supercups: 2015
- 1× Torschützenkönig Umaghlessi Liga: 2015/16 (24 Tore)